# Michael Ballack

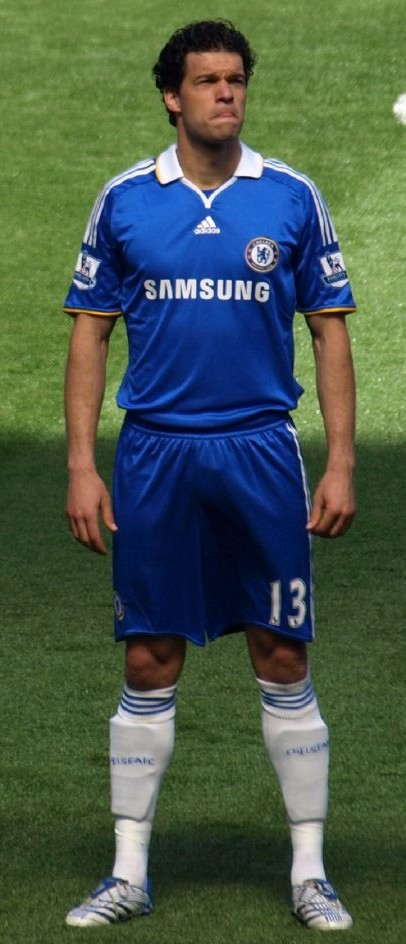
Michael Ballack

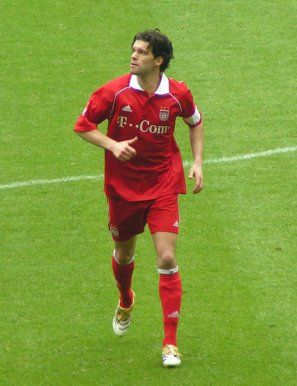
Michael Ballack

Michael Ballack (n. 26 septembrie 1976 în Görlitz, Saxonia) este un fost jucător german de fotbal. El a fost căpitanul echipei naționale de fotbal a Germaniei și s-a retras de la clubul Bayer Leverkusen în campionatul german Bundesliga.

## Biografie
El și-a clădit renumele pe postul de mijlocaș la echipa Bayer Leverkusen, unde juca pe postul de mijlocaș central, având atât responsabilități defensive cât și ofensive. 
Michael Ballack a purtat la fiecare echipă tricoul cu numărul 13 în afară de Kaiserslautern.El a fost selectat de Pele unul dintre cei mai bun 100 fotbaliști în viață.Ballack a fost selectat de trei ori cel mai bun fotbalist german-în 2002,2003 și 2005.
El este capabil să joace la fel de bine atât cu piciorul drept cât și cu piciorul stâng, strălucește și în jocul aerian.
Aceste atribute i-au adus trofeul de cel mai bun jucător german al anului în trei ocazii (2002, 2003, 2005).
Pelé l-a numit pe Ballack printre cei mai mari 125 de jucători de fotbal în viață, în FIFA's 2004 FIFA 100.
Apoi, în 2004, antrenorul echipei naționale Jürgen Klinsmann l-a ales căpitan, ca mai apoi Germania să ocupe locul trei la Campionatul Mondial în vara anului 2006. Noul antrenor Joachim Löw a decis să-l păstreze pe Ballack în funcția de căpitan al echipei naționale.
Balack a purtat tricoul cu numărul 13 la fiecare club la care a jucat, inclusiv la echipa națională.
Ballack și partenera sa, Simone Lambe, au trei copii: Louis (născut 16 august 2001), Emilio (19 septembrie 2002- 5 august 2021), și Jordi (născut 17 martie 2005).

## Cariera

### Chemnitzer FC
Părinți lui l-au trimis să se antreneze de la vârsta de șapte ani. Mai târziu el s-a mutat la FC Karl-Marx-Stadt (redenumit Chemnitzer FC în 1990). Tatăl lui a jucat în divizia secundă de fotbal în Germania. Abilitatea lui Ballack de a utiliza cu aceeași îndemânare ambele picioare era un fenomen excepțional pentru vârsta lui. În 1995, Ballack obține primul contract, datorită impresionantei performanțe pe postul de mijlocaș central. Franz Beckenbauer l-a denumit atunci „Micul Kaiser”, iar ulterior a fost poreclit "Der Kaiser". A debutat ca profesionist pe 4 august 1995, în prima zi a noului sezon al Ligii secunde din Bundesliga. Chemnitz a pierdut meciul cu 2-1, împotriva clubului VfB Leipzig.
La finalul sezonului, timp în care Ballack a reușit să obțină 15 apariții, Chemnitz a retrogradat în divizia a treia. Pentru Ballack însă acel sezon a fost de mare succes: în 26 martie 1996, el a debutat pentru naționala Germaniei sub-21 de ani.

## Statistici club
| Performanță la club        | Performanță la club        | Performanță la club        | Campionat | Campionat | Cupă      | Cupă      | Cupa Ligii    | Cupa Ligii    | Continental | Continental | Altele  | Altele | Total   | Total  | Ref.        |
| Club                       | Ligă                       | Sezon                      | Meciuri   | Goluri    | Meciuri   | Goluri    | Meciuri       | Goluri        | Meciuri     | Goluri      | Meciuri | Goluri | Meciuri | Goluri | Ref.        |
| Germania                   | Germania                   | Germania                   | Ligă      | Ligă      | DFB-Pokal | DFB-Pokal | DFB-Ligapokal | DFB-Ligapokal | Europa      | Europa      | Altele  | Altele | Total   | Total  | Ref.        |
| -------------------------- | -------------------------- | -------------------------- | --------- | --------- | --------- | --------- | ------------- | ------------- | ----------- | ----------- | ------- | ------ | ------- | ------ | ----------- |
| Chemnitzer FC II           | Oberliga Nordost Süd       | 1994–95                    | 7         | 2         | —         | —         | —             | —             | —           | —           | —       | —      | 7       | 2      | [ 3 ]       |
| Chemnitzer FC II           | Oberliga Nordost Süd       | 1995–96                    | 11        | 3         | —         | —         | —             | —             | —           | —           | —       | —      | 11      | 3      | [ 3 ]       |
| Chemnitzer FC II total     | Chemnitzer FC II total     | Chemnitzer FC II total     | 18        | 5         | —         | —         | —             | —             | —           | —           | —       | —      | 18      | 5      | —           |
| Chemnitzer FC              | 2. Bundesliga              | 1995–96                    | 15        | 0         | 1         | 0         | —             | —             | —           | —           | —       | —      | 16      | 0      | [ 4 ] [ 5 ] |
| Chemnitzer FC              | Regionalliga Nordost       | 1996–97                    | 34        | 10        | 1         | 0         | —             | —             | —           | —           | —       | —      | 35      | 10     | [ 3 ] [ 6 ] |
| Chemnitzer FC total        | Chemnitzer FC total        | Chemnitzer FC total        | 49        | 10        | 2         | 0         | —             | —             | —           | —           | —       | —      | 51      | 10     | —           |
| 1. FC Kaiserslautern       | Bundesliga                 | 1997–98                    | 16        | 0         | 2         | 0         | —             | —             | —           | —           | —       | —      | 18      | 0      | [ 7 ]       |
| 1. FC Kaiserslautern       | Bundesliga                 | 1998–99                    | 30        | 4         | 2         | 0         | 1             | 0             | 6           | 0           | —       | —      | 39      | 4      | [ 8 ]       |
| 1. FC Kaiserslautern total | 1. FC Kaiserslautern total | 1. FC Kaiserslautern total | 46        | 4         | 4         | 0         | 1             | 0             | 6           | 0           | —       | —      | 57      | 4      | —           |
| Bayer Leverkusen           | Bundesliga                 | 1999–2000                  | 23        | 3         | 0         | 0         | 0             | 0             | 2           | 2           | —       | —      | 25      | 5      | [ 9 ]       |
| Bayer Leverkusen           | Bundesliga                 | 2000–01                    | 27        | 7         | 2         | 0         | 1             | 0             | 5           | 2           | —       | —      | 35      | 9      | [ 10 ]      |
| Bayer Leverkusen           | Bundesliga                 | 2001–02                    | 29        | 17        | 4         | 0         | 1             | 0             | 16          | 6           | —       | —      | 50      | 23     | [ 11 ]      |
| Bayer Leverkusen total     | Bayer Leverkusen total     | Bayer Leverkusen total     | 79        | 27        | 6         | 0         | 2             | 0             | 23          | 10          | —       | —      | 110     | 37     | —           |
| Bayern Munich              | Bundesliga                 | 2002–03                    | 26        | 10        | 5         | 4         | 0             | 0             | 7           | 1           | —       | —      | 38      | 15     | [ 12 ]      |
| Bayern Munich              | Bundesliga                 | 2003–04                    | 28        | 7         | 3         | 2         | 1             | 2             | 8           | 0           | —       | —      | 40      | 11     | [ 13 ]      |
| Bayern Munich              | Bundesliga                 | 2004–05                    | 27        | 13        | 4         | 3         | 2             | 2             | 9           | 2           | —       | —      | 42      | 20     | [ 14 ]      |
| Bayern Munich              | Bundesliga                 | 2005–06                    | 26        | 14        | 5         | 1         | 0             | 0             | 6           | 1           | —       | —      | 37      | 16     | [ 15 ]      |
| Bayern Munich total        | Bayern Munich total        | Bayern Munich total        | 107       | 44        | 17        | 10        | 3             | 4             | 30          | 4           | —       | —      | 157     | 62     | —           |
| Anglia                     | Anglia                     | Anglia                     | Ligă      | Ligă      | FA Cup    | FA Cup    | Cupa Ligii    | Cupa Ligii    | Europa      | Europa      | Altele  | Altele | Total   | Total  | Ref.        |
| Chelsea                    | Premier League             | 2006–07                    | 26        | 4         | 3         | 1         | 6             | 0             | 10          | 2           | 1       | 0      | 46      | 7      | [ 16 ]      |
| Chelsea                    | Premier League             | 2007–08                    | 18        | 7         | 2         | 0         | 0             | 0             | 9           | 2           | 0       | 0      | 29      | 9      | [ 17 ]      |
| Chelsea                    | Premier League             | 2008–09                    | 29        | 1         | 6         | 3         | 1             | 0             | 10          | 0           | —       | —      | 46      | 4      | [ 18 ]      |
| Chelsea                    | Premier League             | 2009–10                    | 32        | 4         | 4         | 1         | 2             | 0             | 6           | 0           | 1       | 0      | 45      | 5      | [ 19 ]      |
| Chelsea total              | Chelsea total              | Chelsea total              | 105       | 16        | 15        | 5         | 9             | 0             | 35          | 4           | 2       | 0      | 166     | 25     | —           |
| Germania                   | Germania                   | Germania                   | Ligă      | Ligă      | DFB-Pokal | DFB-Pokal | —             | —             | Europa      | Europa      | Altele  | Altele | Total   | Total  |             |
| Bayer Leverkusen           | Bundesliga                 | 2010–11                    | 17        | 0         | 0         | 0         | —             | —             | 3           | 2           | —       | —      | 20      | 2      | [ 20 ]      |
| Bayer Leverkusen           | Bundesliga                 | 2011–12                    | 18        | 2         | 1         | 0         | —             | —             | 6           | 1           | —       | —      | 25      | 3      | [ 21 ]      |
| Bayer Leverkusen total     | Bayer Leverkusen total     | Bayer Leverkusen total     | 35        | 2         | 1         | 0         | —             | —             | 9           | 3           | —       | —      | 45      | 5      | —           |
| Total carieră              | Total carieră              | Total carieră              | 439       | 108       | 45        | 15        | 15            | 4             | 103         | 21          | 2       | 0      | 604     | 148    | —           |

- 1.^Nu a fost altă competiție în Germania înafară de campionat, cupa germană, cupa ligii și competițile europene.
- 2.^Include FA Community Shield.

### Echipa Națională
| Echipa națională | Anul | Amicale | Amicale | Competiții Internaționale | Competiții Internaționale | Total | Total  |
| Echipa națională | Anul | App     | Goluri  | App                       | Goluri                    | App   | Goluri |
| ---------------- | ---- | ------- | ------- | ------------------------- | ------------------------- | ----- | ------ |
| Germania         | 2006 | 5       | 3       | 7                         | 2                         | 13    | 5      |
| Germania         | 2005 | 7       | 3       | 4                         | 4                         | 11    | 7      |
| Germania         | 2004 | 10      | 7       | 3                         | 1                         | 13    | 8      |
| Germania         | 2003 | 1       | 0       | 4                         | 2                         | 5     | 2      |
| Germania         | 2002 | 3       | 1       | 8                         | 5                         | 11    | 6      |
| Germania         | 2001 | 2       | 0       | 7                         | 6                         | 9     | 6      |
| Germania         | 2000 | 5       | 0       | 4                         | 0                         | 9     | 0      |
| Germania         | 1999 | 1       | 0       | 2                         | 0                         | 3     | 0      |
| Total            |      | 33      | 15      | 35                        | 20                        | 75    | 35     |